# Modified frequency modulation
Modified Frequency Modulation (修正周波数変調 MFM) は、主に倍密度フロッピーディスクでのデータ記録に用いられている方式である。
単密度フロッピーディスクで用いられているFrequency Modulation(周波数変調 FM)方式は、データビット間にクロックビットとして1が付加されている。記録時は1が現れるごとに磁性を反転させる。この方式で再生すると、データビットが1のときにデータビットの間隔と同じ波長が、0のときにその倍の波長が観測される。MFM方式では、クロックビットとして通常は0を、データビットとして0が連続するときはその間に1を付加する。こうしてエンコードしたものは0が4つ以上連続せず、1は2つ以上連続しない。よって読み取り時にはデータビットの間隔の2,3,4倍の波長が観測される。よって、書き込み周波数をFM変調に比べ倍にすることが可能になる。
- 例
「00110110」をFM MFMでそれぞれエンコードした場合、クロックビットから始まるとすると以下のように変調される。
  - 「1010111110111110」(FMの場合)
  - 「X010010100010100」(MFMの場合:Xは直前のデータビットに依存)

ごく初期のハードディスク(ST-506等)でも用いられたが、RLL(Run Length Limited encoding)の開発と共に使われなくなった。
フロッピーディスクでは、5インチ2Dから2HDおよび3.5インチFDDで使用されている(Mac OSおよびApple II用の一部を除く)。